# 埃爾馬海穹

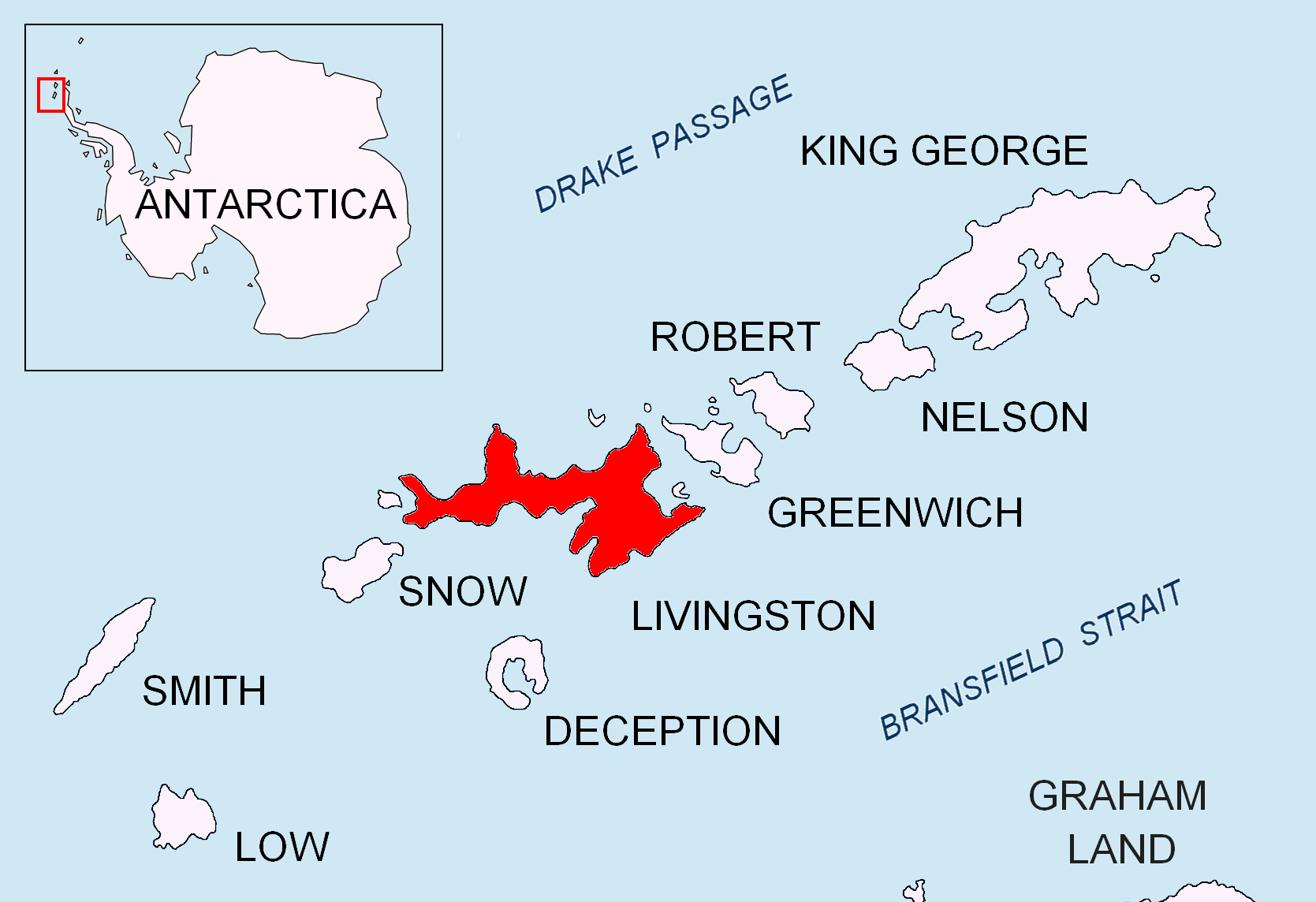

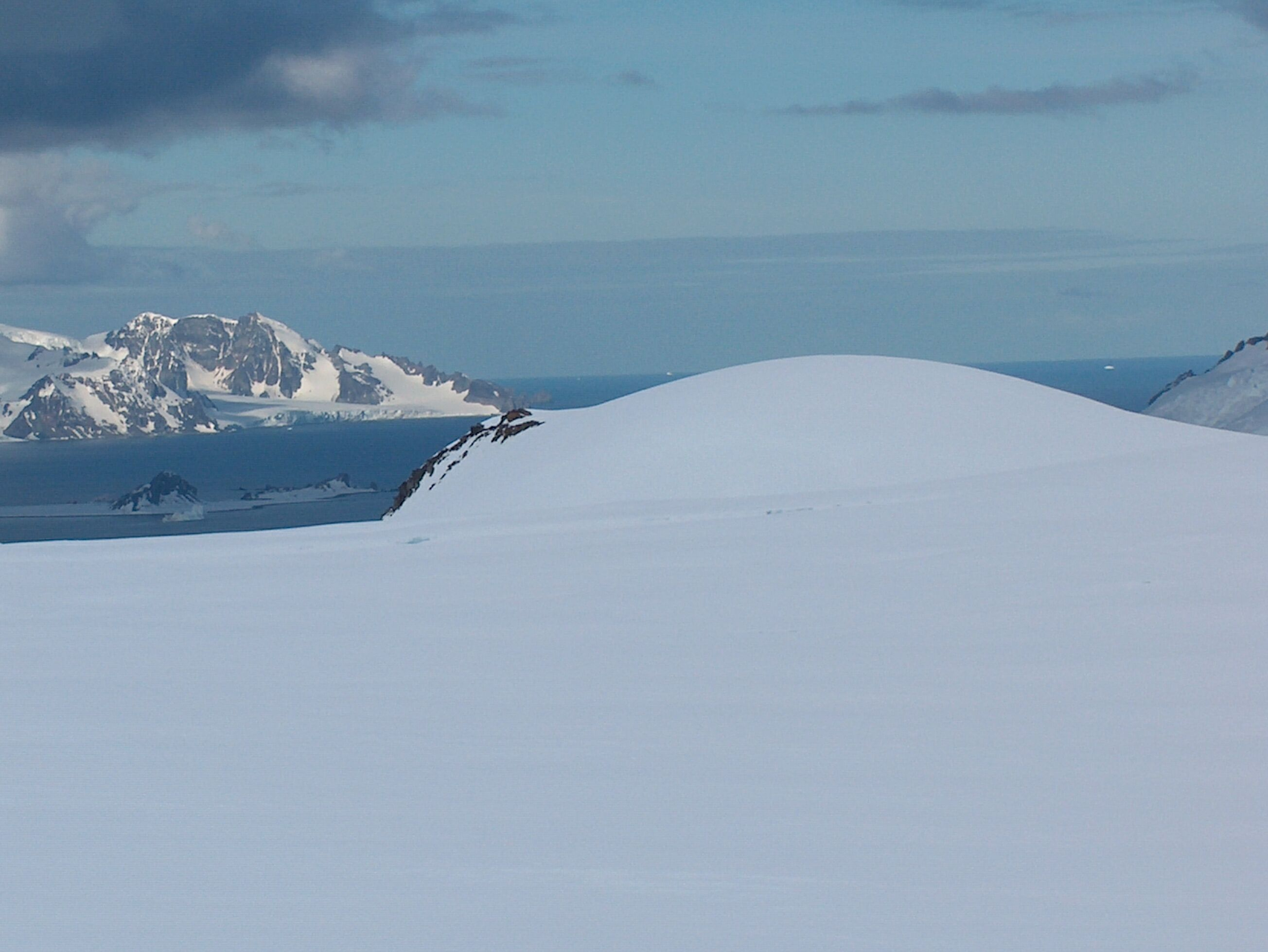

埃爾馬海穹（英語：Erma Knoll）是南極洲的海穹，位於南設得蘭群島的利文斯頓島，海拔高度412米，以保加利亞西部的河流命名，該海穹現時由南極條約體系管理。

## 外部連結
- Composite Antarctic Gazetteer（页面存档备份，存于）.

62°38′31″S 60°08′01″W / 62.64194°S 60.13361°W